# HMS Sirius (82)
HMS Sirius (82) là một tàu tuần dương hạng nhẹ thuộc lớp Dido của Hải quân Hoàng gia Anh Quốc được đưa ra hoạt động trong Chiến tranh Thế giới thứ hai. Nó ngừng hoạt động vào năm 1949 và bị tháo dỡ vào năm 1956.

## Thiết kế và chế tạo
Sirius được chế tạo tại Xưởng tàu Portsmouth ở Portsmouth, Anh Quốc; được đặt lườn vào ngày 6 tháng 4 năm 1938. Nó được hạ thủy vào ngày 18 tháng 9 năm 1940 và đưa ra hoạt động vào ngày 6 tháng 5 năm 1942.

## Lịch sử hoạt động
Công việc hoàn tất Sirius bị trì hoãn do việc Đức ném bom xưởng tàu Portsmouth; nó được hoàn tất tại xưởng tàu của hãng Scotts Shipbuilding and Engineering Company tại Greenock, Scotland. Khi hoàn tất, thoạt tiên nó gia nhập Hạm đội Nhà, rồi được phân công hoạt động tại Địa Trung Hải vào tháng 8 trong Chiến dịch Pedestal. Sau đó nó được lệnh đi đến Nam Đại Tây Dương tuần tra truy tìm các tàu buôn Đức vượt qua sự phong tỏa trên đường đi đến Viễn Đông, rồi quay trở lại Gibraltar vào tháng 11 để tham gia Chiến dịch Torch, cuộc đổ bộ của lực lượng Đồng Minh lên Bắc Phi. Trong thành phần Lực lượng Q tại Bone vào tháng 12, nó quấy rối các đoàn tàu vận tải phe Trục đến và đi từ Tunisia cho đến khi phe Trục đầu hàng tại Bắc Phi.
Sau đó Sirius nằm trong thành phần Hải đội Tuần dương 12 tham gia Chiến dịch Husky, cuộc đổ bộ của lực lượng Đồng Minh lên Sicilia, vào tháng 7 năm 1943. Trong vài tháng tiếp theo sau, nó hỗ trợ cho lực lượng trên bờ, vào tháng 9 đã tham gia vào việc chiếm đóng Taranto trước khi chuyển sang khu vực biển Adriatic. Tại đây vào ngày 7 tháng 10, nó đã cùng với tàu tuần dương Penelope và các tàu khu trục Faulknor và Fury tấn công một đoàn tàu vận tải Đức ở phía Bắc Astipalea (Stampalia) thuộc Dodecanese; bao gồm chiếc tàu săn tàu ngầm phụ trợ Uj 2111 (nguyên là chiếc Tramaglio của Ý), tàu chở hàng Olympus và bảy xuồng đổ bộ Marinefährprahm (MFP); đã đánh đắm tất cả ngoại trừ một chiếc MFP.

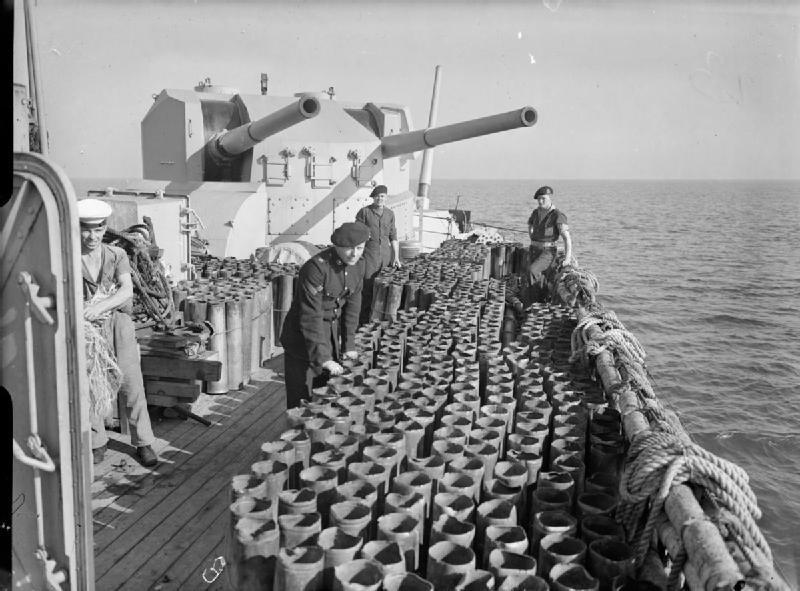
Số đạn pháo 5,25 inch mà tháp pháo X của Sirius dùng hỗ trợ cho lực lượng Đồng Minh tại bãi Sword trong cuộc đổ bộ Normandy

Vào ngày 17 tháng 10, Sirius bị hư hại nặng bởi bom ngoài khơi Scarpunto, buộc phải di chuyển đến Massawa để sửa chữa. Công việc này được thực hiện từ tháng 11 năm 1943 đến tháng 2 năm 1944, trước khi con tàu quay trở về Anh Quốc tham gia Chiến dịch Overlord, cuộc đổ bộ lên Normandy, nơi nó nằm trong thành phần dự bị cho Lực lượng Đặc nhiệm phía Đông. Đến tháng 8, nó quay trở lại vùng biển Địa Trung Hải tham gia cuộc đổ bộ lên miền Nam nước Pháp, Chiến dịch Dragoon. Sau đó nó phục vụ tại vùng biển Aegean, nơi mà vào tháng 10 năm 1944, nó có mặt trong cuộc tái chiếm Athens.
Sau chiến tranh Sirius tiếp tục ở lại cùng với Hải đội Tuần dương 15 thuộc Hạm đội Địa Trung Hải cho đến năm 1946. Sau một đợt tái trang bị tại Portsmouth vào năm 1946, Sirius gia nhập Hải đội Tuần dương 2 thuộc Hạm đội Nhà vào tháng 3 năm 1947. Nó được cho ngừng hoạt động vào năm 1949; và đến ngày 15 tháng 10 năm 1956, Sirius được cho kéo đến xưởng tàu Blyth của hãng Hughes Bolkow để tháo dỡ.